# Neauphe-sur-Dive
Neauphe-sur-Dive – miejscowość i gmina we Francji, w regionie Normandia, w departamencie Orne.
Według danych na rok 1990 gminę zamieszkiwało 147 osób, a gęstość zaludnienia wynosiła 11 osób/km² (wśród 1815 gmin Dolnej Normandii Neauphe-sur-Dive plasuje się na 739. miejscu pod względem liczby ludności, natomiast pod względem powierzchni na miejscu 304.).